# Голубянка Стекольникова
Голубянка Стекольникова (лат. Kretania stekolnikovi) — дневная бабочка из семейства голубянок.

## Этимология названия
Видовое название дано в честь русского энтомолога Анатолия Александровича Стекольникова — доктора биологических наук, профессора кафедры энтомологии Санкт-Петербургского государственного университета, основателя русской школы функциональной морфологии и филогении насекомых.

## Описание
Длина переднего края крыла самцов 11 — 15 мм, самок — 13-16 мм. Крылья самцов на верхней стороне блекло-фиолетовые с шелковистым отливом и узкой чёрной каймой по краю крыла. Бахромка крыльев одноцветная, светло-серая. На задних крыльях имеются хорошо развитые чёрные прикраевые пятна. Нижняя сторона крыльев самцов имеет серовато-коричневый цвет. Прикраевые мазки располагающиеся на нижних крыльях клиновидной формы,
бледно-белого цвета. Прикраевая перевязь образована отдельными лунками бледно-оранжевого цвета.
У самок крылья сверху коричневого цвета (крайне редко — с фиолетовым отливом в базальной области
переднего крыла) с узкой темно-коричневой каймой по внешнему краю. Бахромка крыльев одноцветная, светлая с коричневым оттенком. Темные прикраевые пятна слабо выражены на передних, и наоборот хорошо заметны на задних крыльях. Нижняя сторона крыльев имеет серовато-коричневый цвет. Прикраевая перевязь образована отдельными лунками бледно-оранжевого цвета, которые развиты только в анальной области задних крыльев.

## Ареал и местообитание
Дагестан, Азербайджан, Грузия. Населяет горные засушливые склоны с участками типичной степной растительности, зарослями кустарников и редколесьями на высотах от 100 до 1500 м н.у.м.

## Биология
На протяжении года развивается одно поколение бабочек. Время лёта с конца апреля до конца июня, находится в зависимости от высоты над уровнем моря.
Самка откладывает яйца по одному на верхнюю сторону листьев астрагалов, которые являются кормовым растением для гусениц этого вида. Гусеницы появляются через 5-7 дней. Зимуют гусеницы, предположительно, второго возраста.